# Fontenay (Manche)
Fontenay ist eine Ortschaft und eine Commune déléguée in der französischen Gemeinde Romagny Fontenay mit 302 Einwohnern (Stand: 1. Januar 2022) im Département Manche in der Region Normandie. Die Einwohner werden Fontenaisiens genannt.
Mit Wirkung vom 1. Januar 2016 wurden die früheren Gemeinden Fontenay und Romagny fusioniert und damit eine Commune nouvelle mit dem Namen Romagny Fontenay geschaffen. Die Gemeinde Fontenay gehörte zum Arrondissement Avranches und zum Kanton Mortain.

## Geografie
Fontenay liegt etwa 25 Kilometer ostsüdöstlich von Avranches. 

## Bevölkerungsentwicklung
| Jahr      | 1962 | 1968 | 1975 | 1982 | 1990 | 1999 | 206 | 2016 |
| Einwohner | 373  | 321  | 299  | 311  | 290  | 292  | 296 | 307  |

## Sehenswürdigkeiten
- Kirche Saint-Pierre aus dem 15. Jahrhundert, Monument historique

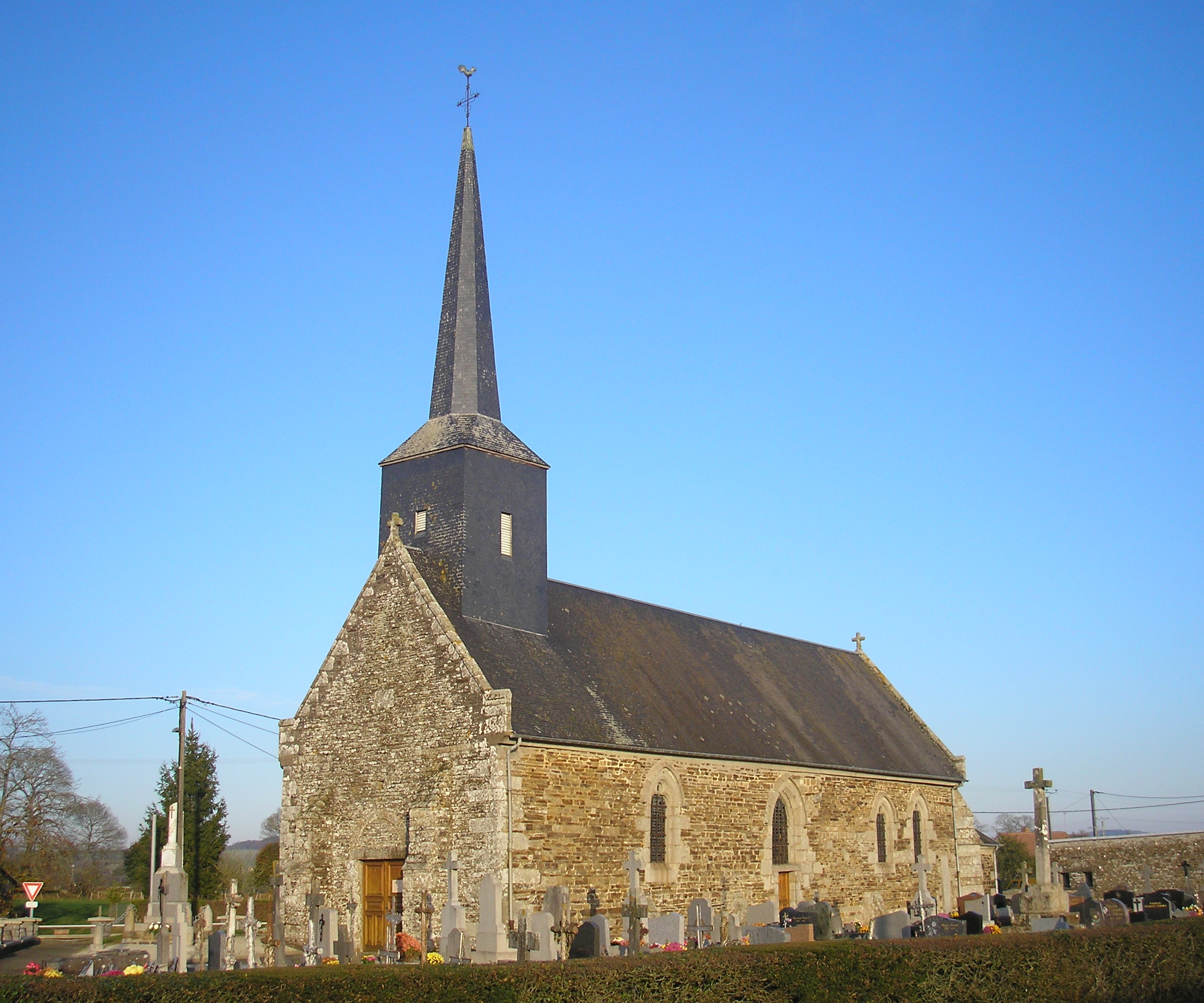
Kirche Saint-Pierre